# Dercas gobrias
Dercas gobrias é uma borboleta da família Pieridae. Ela foi descrita por William Chapman Hewitson, em 1864. Ela é encontrada na região indo-malaia.

## Subespécies
- Dercas gobrias gobrias (Bornéu)
- Dercas gobrias herodorus Fruhstorfer, 1910 (Península da Malásia, Singapura, Sumatra)